# Endasys leopardus
Endasys leopardus là một loài tò vò trong họ Ichneumonidae.